# Om menneskets værdighed
Om menneskets værdighed (latin: De hominis dignitate) er en berømt offentlig tale, holdt i 1486 af Pico della Mirandola, en italiensk lærd og filosof i renæssancen. Værket er senere blevet opfattet som "Renæssancen manifest".
Pico tilhørte en familie, der længe havde boede på slottet i Mirandola, men afgav sin andel af slægtens fyrstendømme til sine to brødre for at hellige sig sine studier. I sit fjortende år drog  han til Bologna for at studere jura og forberede sig selv til en gejstlig løbebane. Frastødt af den udelukkende positivistiske retsvidenskab helligede han sig til studiet af filosofi og teologi og tilbragte syv år skiftende mellem de førende universiteter i Italien og Frankrig for at studere græsk, latin, hebraisk, syrisk og arabisk.